# Deutsche Eishockey-Meisterschaft 1947/48
Die Deutsche Eishockey-Meisterschaft 1947/48 wurde in zwei regionalen Vorrunden und einer Endrunde ausgetragen. Dabei wurde jeweils im Liga-System gespielt.

## Vorrunde Nord
An der Vorrunde nahmen die Meister Berlins, Hamburgs und Hessens sowie drei Mannschaften aus Westdeutschland teil. Der Berliner Vertreter SG Eichkamp zog nach Niederlagen gegen den Krefelder EV (4:18), Preußen Krefeld (5:9) und Köln (6:7) zurück. Die Ergebnisse wurden gestrichen.
|    | Klub            | Sp | S | U | N | Tore  | Punkte |
| -- | --------------- | -- | - | - | - | ----- | ------ |
| 1. | VfL Bad Nauheim | 8  | 7 | 0 | 1 | 46:13 | 14:02  |
| 2. | Krefelder EV    | 8  | 6 | 0 | 2 | 54:32 | 12:04  |
| 3. | Preußen Krefeld | 8  | 3 | 0 | 5 | 36:47 | 06:10  |
| 4. | Kölner EK       | 8  | 2 | 1 | 5 | 28:50 | 05:11  |
| 5. | EG Hamburg      | 8  | 1 | 1 | 6 | 16:38 | 03:13  |

Abkürzungen: Sp = Spiele, S = Siege, U = Unentschieden, N = Niederlagen

## Vorrunde Süd
An der Vorrunde Süd sollten die Meister Baden und Württembergs sowie vier Vertreter Bayerns teilnehmen. Württemberg meldete keinen Teilnehmer. Es liegen nicht alle genauen Ergebnisse vor, so dass keine Tordifferenzen angegeben werden können.
|    |               | Sp | S | U | N | Punkte |
| -- | ------------- | -- | - | - | - | ------ |
| 1. | SC Riessersee | 8  | 7 | 0 | 1 | 14:02  |
| 2. | EV Füssen     | 8  | 6 | 0 | 2 | 12:04  |
| 3. | HC Augsburg   | 8  | 5 | 0 | 3 | 10:06  |
| 4. | EV Tegernsee  | 8  | 2 | 0 | 6 | 04:12  |
| 5. | SG Mannheim   | 8  | 0 | 0 | 8 | 00:16  |

Abkürzungen: Sp = Spiele, S = Siege, U = Unentschieden, N = Niederlagen

## Endrunde
Ursprünglich sollten sich die besten zwei Mannschaften jeder Gruppe für die Endrunde qualifizieren. Diese sollte als Turnier in Bad Nauheim stattfinden. Die Endrunde wurde dann jedoch auf sechs Mannschaften aufgestockt und als Ligarunde gespielt.
|    | Klub            | Sp | S | U | N | Tore  | Punkte |
| -- | --------------- | -- | - | - | - | ----- | ------ |
| 1. | SC Riessersee   | 10 | 8 | 2 | 0 | 60:16 | 18:02  |
| 2. | VfL Bad Nauheim | 10 | 6 | 3 | 1 | 51:30 | 15:05  |
| 3. | EV Füssen       | 10 | 5 | 2 | 3 | 58:50 | 12:08  |
| 4. | Krefelder EV    | 10 | 3 | 1 | 6 | 42:52 | 07:13  |
| 5. | HC Augsburg     | 10 | 3 | 0 | 7 | 30:31 | 06:14  |
| 6. | Preußen Krefeld | 10 | 1 | 0 | 9 | 27:89 | 02:18  |

Abkürzungen: Sp = Spiele, S = Siege, U = Unentschieden, N = Niederlagen

### Meistermannschaft
Die Mannschaft des SC Riessersee bestand aus den Spielern Alfred Hoffmann, Franz Dolna, Gustav Jaenecke, Karl Enzler, Hans Lang, Philipp Schenk, Walter Schmidinger, Reinhard Pfundtner, Franz Stern, Georg Strobl, Karl Wild.
Trainer war Lorney Trottier.